# Lex Alamannorum

Romano-germain
Droit du haut Moyen Âge
La Lex Alamannorum et Pactus Alamannorum sont les deux premiers codes de loi médiévaux des Alamans. Ils ont d'abord été édités en partie en 1530 par Johannes Sichard à Bâle . 

## Pactus Alamannorum
Le Pactus Alamannorum ou Pactus legis Alamannorum est le plus ancien des deux codes, datant du début du VIIe siècle. Il est conservé dans un seul manuscrit du IXe au Xe siècle (Paris, Bibliothèque nationale de France, MS Lat. 10753). 

## Lex Alamannorum
Le Lex Alamannorum est conservé dans une cinquantaine de manuscrits datant du VIIIe au XIIe siècle. La première rédaction du texte est attribuée au duc alamannic Lantfrid vers 730. Il est divisé en droit administratif, droit ducal et droit populaire. 
Le chapitre 3.1 traite de l'asile dans les églises : aucun fugitif cherchant refuge dans une église ne devrait être expulsé de force ou tué dans l'église. Au lieu de cela, les poursuivants devraient assurer au prêtre que la culpabilité du fugitif est pardonnée. Au 3.3, les sanctions pour violation de l'asile sont fixées à 36 solidi à payer à l'église et à 40 solidi supplémentaires à verser aux autorités pour violation de la loi. 
Le chapitre 56.1 réglemente les sanctions pour violence à l'égard des femmes. Si quelqu'un découvre la tête d'une femme libre et célibataire, il est condamné à une amende de 6 solidi. S'il soulève sa robe pour que ses parties génitales ou ses fesses deviennent visibles, il est condamné à une amende de 12 solidi. S'il la viole, il est condamné à une amende de 40 solidi. 56.2 double ces peines si la victime est une femme mariée. 

## Voir également
- Première loi germanique
- Paris, BN, lat. 4404